# Placówka Straży Granicznej I linii „Prosna”
Placówka Straży Granicznej I linii „Prosna” – jednostka organizacyjna Straży Granicznej pełniąca służbę ochronną na granicy polsko-niemieckiej w okresie międzywojennym.

## Geneza
Na wniosek Ministerstwa Skarbu, uchwałą z 10 marca 1920 roku, powołano do życia Straż Celną. Od połowy 1921 roku jednostki Straży Celnej rozpoczęły przejmowanie odcinków granicy od pododdziałów Batalionów Celnych. W 1921 roku w Praszce stacjonował sztab 4 kompanii 4 batalionu celnego. 4 kompania celna jedną ze swoich placówek wystawiła w Prosnej.  Proces tworzenia Straży Celnej trwał do końca 1922 roku. Placówka Straży Celnej „Prosna” weszła w podporządkowanie komisariatu Straży Celnej „Jelonki” z Inspektoratu SC „Praszka”.

## Formowanie i zmiany organizacyjne
Rozporządzeniem Prezydenta Rzeczypospolitej Polskiej Ignacego Mościckiego z 22 marca 1928 roku, do ochrony północnej, zachodniej i południowej granicy państwa, a w szczególności do ich ochrony celnej, powoływano z dniem 2 kwietnia 1928 roku  Straż Graniczną.
Rozkazem nr 11 z 9 stycznia 1930 roku reorganizacji Wielkopolskiego Inspektoratu Okręgowego komendant Straży Granicznej płk Jan Jur-Gorzechowski ustalił nową organizację komisariatu SG „Jaworzno” i przeniósł jego siedzibę do Rudnik. Placówka SG I linii „Prosna” znalazła się w nowej strukturze.

## Służba graniczna
Długość ochranianej przez placówkę linii granicznej w 1936 roku wynosiła 4 kilometry i 412 metrów. Rozpoczynała się od kamienia granicznego nr 048, a kończyła na kamieniu granicznym nr 052. Placówka nie posiadała telefonu.
Sąsiednie placówki
- placówka Straży Granicznej I linii „Wygiełdów” ⇔ placówka Straży Granicznej I linii „Jelonki” − styczeń 1930[7]